# Мосс, Джордж
Джо́рдж Ла́чманн Мо́сс (англ. George Lachmann Mosse; 20 сентября 1918, Берлин — 22 января 1999, Мадисон) — немецко-американский историк и педагог, специалист по социальной, политической и культурной истории Европы, и прежде всего — Германии периода нацизма.
Один из основателей, вместе с Уолтером Лакёром, Журнала современной истории, которым они руководили в 1966—1999 годах.

## Биография
Из богатейшей и прославленной еврейской семьи, его дед был основателем крупнейшей немецкой газеты Берлинер Тагеблатт.
Учился в престижных школах. В 1933 году семья была вынуждена эмигрировать в Великобританию. Закончил Кембриджский университет, где учился у Тревельяна. В 1936 году переехал в США, в 1939 году туда перебралось все семейство. В 1946 году защитил диссертацию в Гарварде. Преподавал в Университете Айовы (1944—1955), университете штата Висконсин, с 1969 года, по одному семестру каждый год — в Еврейском университете в Иерусалиме.
Также читал лекции в Тель-Авиве, Амстердаме и Мюнхене. После отставки в Висконсине преподавал в Кембриджском и Корнеллском университетах. Был первым приглашенным историком, работавшим в Мемориальном музее Холокоста.
Гомосексуал, поддерживал движения в защиту прав сексуальных меньшинств.

## Достижения
Медаль Гёте (1988). Медаль Института Лео Бека (1998). Почетный доктор ряда учебных заведений США, Германии, Израиля. В университете Висконсина здание гуманитарных факультетов носит имя Джорджа Мосса. С 2000 года Американская ассоциация историков вручает премию имени Джорджа Мосса.

## Научные интересы
С начала 1960-х годов занялся изучением трансформаций немецкой идеологии в XX в. — представлений о человеке («мужчине», «женщине»), нации, других народах, истории и проч. в теории и практике германского нацизма и расизма на различных стадиях его формирования и существования. В частности, значительную роль в становлении германского нацизма, итальянского фашизма и других параллельных им социальных феноменов Мосс связывал с брутализацией человека и отношений между людьми в ходе мировой войны. Особое значение в этом контексте Мосс придавал образу жизни немецкого и европейского еврейства, взглядам евреев на труд, культуру и образование, отношению к евреям в Германии донацистского и нацистского периода, а также различным видам еврейского национализма — как собственно в эпоху нацизма, так и позднее, в рамках истории государства Израиль.

## Труды
Труды Мосса переведены на многие языки мира, ряд их входит в учебные программы высшей школы.
- The Struggle for Sovereignty in England from the Reign of Queen Elizabeth to the Petition of Right (1950, Гарвардская диссертация)
- The Reformation (1953)
- The Holy Pretence: A Study in Christianity and Reason of State from William Perkins to John Winthrop (1957)
- The Culture of Western Europe: The Nineteenth and Twentieth Centuries. An Introduction (1961)
- Кризис германской идеологии: интеллектуальные истоки Третьего рейха/ The Crisis of German Ideology: Intellectual Origins of the Third Reich (1964)
- Нацистская культура: интеллектуальная, культурная и общественная жизнь Третьего рейха/ Nazi Culture: Intellectual, Cultural and Social Life in the Third Reich (1966, ред.)
- 1914: The Coming of the First World War (1966, ред. вместе с У.Лакёром)
- Europe in the Sixteenth Century (Ithaca, NY, 1968; совм. с Г. Кёнигсбергером)
- Literature and Politics in the Twentieth Century (1967, ред. вместе с У.Лакёром)
- Немцы и евреи: правые, левые и поиски «третьей силы» в донацистской Германии/ Germans and Jews: The Right, the Left, and the Search for a «Third Force» in Pre-Nazi Germany (1970)
- Historians in Politics (1974, ред. вместе с У.Лакёром).
- Jews and Non-Jews in Eastern Europe, 1918—1945 (1974, ред., в соавторстве)
- Национализация масс: политический символизм и массовые движения в Германии с эпохи наполеоновских войн до конца Третьего рейха/ The Nationalization of the Masses: Political Symbolism and Mass Movements in Germany from the Napoleonic Wars through the Third Reich (1975, многократно переиздавалась)
- Нацизм: исторический и сравнительный анализ национал-социализма/ Nazism: a Historical and Comparative Analysis of National Socialism (1978)
- К окончательному решению: история европейского расизма/ Toward the Final Solution: A History of European Racism (1978)
- International Fascism: New Thoughts and New Approaches (1979, ред.)
- Массы и человек: восприятие реальности в национализме и фашизме/ Masses and Man: Nationalist and Fascist Perceptions of Reality (1980)
- Немецкие евреи вне иудаизма/ German Jews beyond Judaism (1985)
- Национализм и сексуальность: респектабельность и анормальная сексуальность в современной Европе/ Nationalism and Sexuality: Respectability and Abnormal Sexuality in Modern Europe (1985)
- Павшие солдаты: новый взгляд на воспоминания о мировых войнах/ Fallen Soldiers: Reshaping the Memory of the World Wars (1990, многократно переизд.)
- Перед лицом нации: еврейский и западный национализм/ Confronting the Nation: Jewish and Western Nationalism (1993)
- Образ человека: становление качеств современного мужчины/ The Image of Man: The Creation of Modern Masculinity (1996)
- Перед лицом истории/ Confronting History (2000, автобиография).

#### Переводы на русский язык
- Моссе Дж. Образ мужчины: история современной маскулинности / пер. с англ. Н. Н. Мазур. — СПб.: Издательство Европейского университета в Санкт- Петербурге, 2023. — 356 с. — ISBN 978-5-94380-344-4.